# Canton de Ruffieux
Le canton de Ruffieux est une ancienne division administrative française, située dans le département de la Savoie et la région Rhône-Alpes.
Il disparait en 2015 à la suite du redécoupage cantonal de 2014.

## Composition
Le canton de Ruffieux regroupe les communes suivantes :
| Nom                      | Code Insee | Intercommunalité | Superficie (km2) | Population (dernière pop. légale) | Densité (hab./km2) |
| ------------------------ | ---------- | ---------------- | ---------------- | --------------------------------- | ------------------ |
| Chanaz                   | 73073      | CA Grand Lac     | 6,75             | 503 (2014)                        | 75                 |
| Chindrieux               | 73085      | CA Grand Lac     | 16,42            | 1 331 (2014)                      | 81                 |
| Conjux                   | 73091      | CA Grand Lac     | 1,70             | 197 (2014)                        | 116                |
| Motz                     | 73180      | CA Grand Lac     | 9,04             | 430 (2014)                        | 48                 |
| Ruffieux                 | 73218      | CA Grand Lac     | 13,21            | 855 (2014)                        | 65                 |
| Saint-Pierre-de-Curtille | 73273      | CA Grand Lac     | 9,75             | 479 (2014)                        | 49                 |
| Serrières-en-Chautagne   | 73286      | CA Grand Lac     | 16,04            | 1 198 (2014)                      | 75                 |
| Vions                    | 73327      | CA Grand Lac     | 5,70             | 418 (2014)                        | 73                 |

## Représentation

### Conseillers généraux (1861-2015)
| Période                                  | Période           | Identité                           | Étiquette   | Qualité                                                                                                |
| ---------------------------------------- | ----------------- | ---------------------------------- | ----------- | --- |
| 1861                                     | 1868              | Claudius Vachaud                   | Républicain | Notaire à Chindrieux                                                                                   |
| 1868                                     | 1870              | Félix Emonet                       | Rad.        | Docteur en médecine, maire de Serrières-en-Chautagne                                                   |
| 1870                                     | 1871              | Claude-Frédéric Vachaud            | Républicain | Notaire à Chindrieux                                                                                   |
| 1871                                     | 1879 (décès)      | Jean-Antoine Curtillet (1793-1879) |             | Rentier, maire de Chanaz, conseiller d'arrondissement                                                  |
| 1879                                     | 1886 (décès)      | Alfred Bellile                     | Républicain | Médecin, maire de Vions                                                                                |
| 1886                                     | 1889              | César Bouchage (1847-1932)         | Républicain | Avocat à Paris                                                                                         |
| 1889                                     | 1890 (annulation) | Jules Masse                        |             | Maire (révoqué) de Ruffieux                                                                            |
| 1890                                     | 1895              | César Bouchage                     | Républicain | Avocat à la Cour d'appel de Paris puis Conseiller à la Cour de Saint-Denis (La Réunion)                |
| 1895                                     | 1910 (décès)      | Claude-Félix Emonet                | Républicain | Docteur-médecin à Serrières-en-Chautagne                                                               |
| 1910                                     | 1940              | Charles Dufayard                   | Rad.        | Professeur honoraire à l'université, Serrières-en-Chautagne                                            |
|                                          |                   |                                    |             | |
| 1942                                     | 1945              | Ferdinand Henry                    | Rad.        | Electricien Conseiller d'arrondissement, maire de Chindrieux Nommé conseiller départemental en 1942    |
|                                          |                   |                                    |             | |
| 1945                                     | 1951              | Emile Genoud (1890-1954)           | ex-PCF      | Maire de Serrières-en-Chautagne (1945-1951 et 1954-1954)                                               |
| 1951                                     | 1953 (démission)  | François Pressevot (1913-1988)     | Rad.        | Meunier Maire de Serrières-en-Chautagne (1951-1953)                                                    |
| 1953                                     | 1976              | Pierre Pignin                      | Centriste   | |
| 1976                                     | 1988              | Francis Rudkiewicz                 | PS          | Électricien Maire de Motz                                                                              |
| 1988                                     | 2008              | Guy Dyen                           | DVD         | Géomètre Maire de Chindrieux                                                                           |
| 2008                                     | 2015              | Yves Husson                        | DVG         | Cadre de la fonction publique Maire de Chanaz depuis 1977 Président de l'Association des Maires Ruraux |
| Les données manquantes sont à compléter. |                   |                                    |             | |

### Conseillers d'arrondissement (1861-1940)
| Période                                  | Période | Identité                               | Étiquette | Qualité |
| ---------------------------------------- | ------- | -------------------------------------- | --------- | --- |
| 1861                                     | 1871    | Jean Antoine Curtillet (1793-1879)     |           | Rentier, maire de Chanaz                                                                                    |
|                                          |         |                                        |           | |
| 1910                                     |         | M. Carrel                              | Rad.      | Maire de Chindrieux                                                                                         |
|                                          |         |                                        |           | |
| 1922                                     | 1928    | Ernest Luguet (1897-1985)              |           | Publiciste, poète, compositeur, Saint-Pierre-de-Curtille                                                    |
| 1928                                     | 1940    | Ferdinand Henry dit Cornon (1879-1950) | Rad.      | Electricien, maire de Chindrieux                                                                            |
| 1940                                     |         |                                        |           | Les conseils d'arrondissement ont été suspendus par la loi du 12 octobre 1940 et n'ont jamais été réactivés |
| Les données manquantes sont à compléter. |         |                                        |           | |

## Démographie
| 1962  | 1968  | 1975  | 1982  | 1990  | 1999  | 2006  | 2011  | 2012  |
| ----- | ----- | ----- | ----- | ----- | ----- | ----- | ----- | ----- |
| 2 924 | 2 834 | 2 792 | 3 157 | 3 719 | 4 182 | 4 688 | 5 185 | 5 273 |